# Карска врата
Карска врата (рус. Карские Ворота) су мореуз између архипелага Нова Земља и острва Вајгач. Она спајају Баренцово море на западу са Карским морем на истоку. Дуга су 33 km, широка 45 km. Најмања дубина је 52 метра. Већим делом године су залеђена, тако да је нормална пловидба отежана односно онемогућена. Била су веома значајна у истраживањима везаним за отварање Северног морског пута.